# Dryopithecus crusafonti
 Dryopithecus crusafonti  ist eine ausgestorbene Art der Altweltaffen aus der Gattung Dryopithecus, die vor rund 10 Millionen Jahren während des späten Miozäns im Norden von Spanien vorkam.

## Namensgebung
Die Bezeichnung der Gattung Dryopithecus ist abgeleitet von griechisch: drys = „Eiche“ und πίθηκος, altgriechisch ausgesprochen píthēkos = „Affe“, bedeutet also „Affe aus dem Eichenwald“. Das Epitheton crusafonti ehrt den spanischen Wirbeltier-Paläontologen Miquel Crusafont i Pairó (1910–1983). Die Bezeichnung der Gattung wurde von Édouard Armand Lartet im Jahr 1856 gewählt, weil das erste der Gattung zugeschriebene Fossil in Frankreich zusammen mit Resten von Eichen geborgen worden war.
Die Fossilien werden gelegentlich auch als Hispanopithecus crusafonti zur Gattung Hispanopithecus gestellt.

## Erstbeschreibung
Als Holotypus von Dryopithecus crusafonti wurde in der Erstbeschreibung durch David R. Begun ein zerbrochenes („crushed“) linkes Oberkiefer-Fragment mit erhaltenem Eckzahn, erhaltenem 3. Prämolar und erhaltenem 1. und 2. Molar (Sammlungsnummer IPS 1798/1799) aus dem Vallés Penedés-Becken, Provinz Barcelona, ausgewiesen, das im Institut de Paleontologia M. Crusafont in Sabadell aufbewahrt wird. Ergänzend wurden in der Erstbeschreibung mehr als ein Dutzend einzelne Zähne der neu definierten Art zugeordnet, die bereits zwischen 1969 und 1973 in Katalogen erfasst worden waren. Die Art wurde in der Erstbeschreibung als den Menschenartigen (Hominoidea) zugehörig interpretiert, was jedoch – wie die Zuordnung der gesamten Gattung Dryopithecus – in Fachkreisen umstritten ist.
Der Erstbeschreibung zufolge unterscheidet sich die Bezahnung von Dryopithecus crusafonti sowohl von Dryopithecus fontani als auch von Dryopithecus laietanus, die beide ebenfalls aus spanischen Fundstellen bekannt sind und gleichfalls primär aufgrund der Größe ihrer Zähne unterschieden wurden. Dryopithecus crusafonti hat demnach u. a. besonders schmale Eckzähne mit einer hohen Zahnkrone, ferner sind der 1. und 2. Molar in der Aufsicht nahezu quadratisch. Wie auch die anderen Arten der Gattung Dryopithecus unterscheidet sich Dryopithecus crusafonti von Kenyapithecus und Sivapithecus durch den bei ihm wesentlich dünneren Zahnschmelz sowie die nahezu identische Größe von 1. und 2. Molar; die größte Ähnlichkeit der Art besteht zu Dryopithecus laietanus.
Aufgrund der Beschaffenheit der Zähne wurde in der Erstbeschreibung geschlossen, dass die Tiere sich überwiegend von relativ weicher Nahrung wie beispielsweise Früchten ernährten und zusätzlich von Blättern und vergleichbar harter Pflanzenkost, ohne dass eine Spezialisierung nachweisbar ist.

## Fundorte und Alter
Die Fossilien stammen aus der Fundstelle Can Ponsic in der Provinz Barcelona sowie aus El Firal nahe La Seu d’Urgell. Ihr Entdecker datierte sie in der Erstbeschreibung von Dryopithecus crusafonti im Jahr 1992 anhand von biostratigraphischen Analysen in die European Land Mammal Mega-Zone MN9 vor rund 10 Millionen Jahren.

## Belege
1. ↑  David R. Begun: Dryopithecus crusafonti sp. nov., a New Miocene Hominoid Species From Can Ponsic (Northeastern Spain). In: American Journal of Physical Anthropology, Band 87, 1992, S. 291–309, doi:10.1002/ajpa.1330870306, Volltext (PDF; 1,5 MB) (Memento vom 10. April 2016 im Internet Archive)